# Mike Michalske
August Mike Michalske (Cleveland, Ohio, 24 de abril de 1903 – Green Bay, Wisconsin, 25 de octubre de 1983), más conocido como Mike Michalske, fue un jugador profesional estadounidense de fútbol americano que se desempeñó en la posición de guard en la National Football League (NFL). Es miembro del Salón de la Fama del Fútbol Americano Profesional.

## Carrera
Michalske jugó como profesional dos temporadas en New York Yankees (1927-1928), posteriormente pasó a Green Bay Packers, donde jugó ocho temporadas (1929-1935, 1937), y fue el equipo en el que se retiró.

## Reconocimiento
El 6 de septiembre de 1964 fue seleccionado para ser miembro del Salón de la Fama del Fútbol Americano Profesional.